# Abdullah Gül
Abdullah Gül (Kayseri, 29 oktober 1950) was van 2007 tot 2014 de elfde president van Turkije. In 2002 was hij de premier van Turkije en tussen 2003 en 2007 was hij de minister van Buitenlandse Zaken in kabinet-Erdoğan I.

## Jeugd, studie en vroege carrière
Gül studeerde economie aan de Universiteit van Istanboel. Tussen 1983 en 1991 werkte hij bij de Islamitische Ontwikkelingsbank. In 1991 werd hij gekozen tot lid van het Turkse parlement, als afgevaardigde van Kayseri. Hij maakte deel uit van de fractie van de islamitische Welvaartspartij van Necmettin Erbakan. Hij nam echter meer en meer afstand van diens fundamentalisme.
Bij de parlementsverkiezingen van 2002 werd de AK-partij, waarvan Gül lid is, de grootste partij in het parlement, met een overweldigende meerderheid: van de 550 zetels behaalde de AK-partij er 363. Gül vormde een tijdelijke regering, om juridische en politieke problemen uit de weg te ruimen, om ervoor te kunnen zorgen dat Recep Tayyip Erdoğan de nieuwe premier van Turkije kon worden, want die kon dat in eerste instantie niet worden vanwege een eerdere veroordeling. Op 14 maart 2003 trad Gül af, zodat Erdoğan het kon overnemen. Gül werd echter de nieuwe minister van Buitenlandse Zaken en vicepremier. Güls partij won in 2007 de verkiezingen, waardoor hij een stap dichter bij het presidentschap was.

## Presidentskandidaat
Op 24 april 2007 werd Gül gekozen als de kandidaat van de AKP voor de presidentsverkiezingen in het land. De kandidatuur werd bekendgemaakt door de politiek leider van de AK-partij, premier Erdoğan.
Gül zei dat de president loyaal moet zijn aan seculiere principes. "Als ik word gekozen, dan zal ik mij daaraan houden." De kans dat Gül ook daadwerkelijk de nieuwe president van Turkije zou worden, was erg groot. Het parlement moest de president met een tweederdemeerderheid van de voltallige 550 parlementsleden – dus 367 stemmen – kiezen bij de eerste twee stemrondes en na de derde stemronde was een meerderheid van de 550 – dus 276 stemmen – voldoende en de partij van Erdoğan en Gül had al 353 van de 550 zetels.
Na de eerste stemronde, waarbij de benodigde 367 stemmen niet gehaald zijn, heeft de oppositiepartij CHP zich gewend tot het Constitutionele Hof met het verzoek om de stemming nietig te verklaren met reden dat het quorum van 367 niet gehaald is. De Turkse Grondwet bepaalde destijds dat 1/3 van de 550 leden -dus 184- voldoende was voor het quorum zolang een andere bepaling niet anders bepaalt. Hoewel het Constitutionele Hof alleen bevoegd was om de grondwettigheid van wetten en het reglement van het parlement te toetsen en dus onbevoegd was inzake de benoeming van de president, heeft het zich alsnog bevoegd verklaard. Het reglement van het parlement bevatte een bepaling over de benoeming van de president die niks anders bepaalde dan dat de president benoemd wordt volgens de desbetreffende grondwetsartikelen. Doordat het parlement zich niet aan het reglement hield, was er volgens het Constitutionele Hof sprake van een praktische wijziging van het reglement wat dus ook getoetst kon worden. Met andere woorden: iedere handeling van het parlement die niet strookte met het reglement hield een wijziging van het reglement in wat dus ook getoetst kon worden. Hiermee heeft het Hof zijn bevoegdheid uitgebreid, die volgens de Grondwet alleen bestond uit het toetsen van de grondwettigheid van wetten en het reglement en dus andere handelingen van het parlement, waaronder de benoeming van de president, niet behelsde.
Uiteindelijk kwam het Hof tot de slotsom dat de passage 'de president wordt met 2/3 stemmen gekozen' in de Turkse Grondwet zowel op de meerderheid als op het quorum betrekking had en derhalve de eerste stemronde nietig was aangezien geen 367 leden bij de stemming aanwezig waren. Een gevolg hiervan is dat er vervroegde algemene verkiezingen werden uitgeschreven.
Intussen had AK-partij nog voor de verkiezingen de grondwet in die zin gewijzigd dat het quorum voortaan altijd uit 184 leden bestaat en dat de president door het volk gekozen zal worden. De zittende president Ahmet Necdet Sezer heeft getracht deze wijzigingen tegen te houden door gebruik te maken van zijn vetorecht. Over het voorstel is hierna voor de tweede keer gestemd. Na een tweede stemming heeft de president geen vetorecht meer, maar wel kan hij een referendum uitschrijven, waarvan Ahmet Necdet Sezer ook gebruik heeft gemaakt. De wijzigingen zouden pas na het referendum in werking treden en volgens de wet moest het referendum 4 maanden na de wijziging plaatsvinden, waardoor de wijzigingen na de verkiezingen op 22 juli 2007 steeds niet in werking waren getreden en het quorum van 367 nog gold. De AK-partij had in die verkiezingen 341 zetels behaald wat onder het quorum was. De nieuwe oppositiepartijen MHP en DSP hebben echter wel de presidentsverkiezingen bijgewoond, maar hun voorkeur was niet Abdullah Gül. Hierdoor is het quorum van 367 gehaald en kon de AK-partij haar kandidaat uiteindelijk alsnog in de derde ronde als president kiezen. Het referendum heeft plaatsgevonden op 21 oktober 2007, waarbij 68% van de kiezers 'ja' heeft gestemd. Hierdoor is zijn opvolger Recep Tayyip Erdoğan niet meer benoemd door het parlement, maar rechtstreeks gekozen door het Turkse volk.

## President
Op 28 augustus 2007 werd Gül gekozen tot president van Turkije. Gül had in deze derde stemronde voldoende aan een eenvoudige meerderheid van 276 zetels. Zijn Partij van Rechtvaardigheid en Ontwikkeling (AKP) bezet 341 van de 550 zetels in het parlement. Het was de tweede poging van Gül om president Ahmet Nedcet Sezer op te volgen. Eerder leidde zijn kandidatuur nog tot een constitutionele crisis na dreigementen van het leger, dat in Turkije een verleden van staatsgrepen heeft. Vervroegde verkiezingen moesten uiteindelijk een oplossing brengen. De partij van Gül won die met glans. In het nieuwe parlement had Gül uiteindelijk wel voldoende steun om gekozen te worden.
Aanvankelijk stelden de Turkse strijdkrachten zich vijandig op tegenover de nieuwe president. De generale staf liet weten dat het leger niet zou aarzelen in te grijpen, als de waarden van de seculiere staat zouden worden aangetast. In 2007 en 2008 boycotte de legerleiding de opening van het parlementaire jaar door Gül, maar vanaf 2009 was er weer een vertegenwoordiger aanwezig.
Gül hield zich als staatshoofd buiten de dagelijkse politiek, maar legde soms opvallende accenten in zijn vertegenwoordigende functie. Zo bezocht hij in september 2008 Armenië, waarmee Turkije al sinds het bestaan van beide landen in onmin leeft. Samen met zijn Armeense ambtgenoot woonde hij een historische voetbalwedstrijd bij.
Na het aannemen van een omstreden wet in februari 2014, die de Turkse regering in staat stelt elke website binnen een paar uur te blokkeren zonder tussenkomst van een rechter, verloor Gül binnen enkele uren meer dan 100.000 volgers op Twitter. Volgens Gül zou het ongrondwettelijk zijn geweest als hij deze wetgeving zelf had tegengehouden, hoewel hij persoonlijk tegenstander was van de wet. Volgens Gül is het aan het Constitutioneel Hof om een wet te verwerpen. Ook zei hij dat de Turkse media het volste recht hebben om in opstand te komen tegen de wet. Gül uitte kritiek op de beperkingen van de vrijheid van meningsuiting door het vergelijken van Turkije met 'een fel schijnend licht dat langzaam aan het doven is'.